# Renens
Renens je město na jihozápadě Švýcarska v kantonu Vaud. Je sídlem okresu Ouest lausannois. Město leží nedaleko břehu Ženevského jezera. Žije zde přibližně 21 tisíc obyvatel.

## Geografie
Renens leží v nadmořské výšce 415 m, vzdušnou čarou 4 km severozápadně od hlavního města kantonu, Lausanne. Aglomerační obec Lausanne se rozkládá v kotlině východně od údolí Mèbre a na přilehlých svazích severně od Ženevského jezera, ve střední části kantonu Vaud.
Území obce o rozloze necelé 3 km² pokrývá část náhorní plošiny Vaudu severně od Ženevského jezera. Území obce se rozkládá od terasy u Malley směrem na sever po mírně se svažujícím úbočí Renens až pod Jouxtens-Mézery. Zde se v nadmořské výšce 470 m nachází nejvyšší bod Renens. Údolí řeky Mèbre, přítoku Chamberonne, tvoří západní hranici obce. Potok je v oblasti Renens na velkých úsecích rozvodněn. V roce 1997 bylo 93 % území obce pokryto zastavěnou plochou, 3 % lesy a háji a 4 % zemědělstvím.
Součástí Renens jsou rozsáhlé průmyslové a obchodní zóny. Sousedními obcemi Renens jsou Lausanne, Prilly, Jouxtens-Mézery, Chavannes-près-Renens, Ecublens a Crissier.

## Historie

Zámeček v Renens (polovina 18. století)

První doložená zmínka o obci pochází z roku 896 jako villa Runingis. Později se objevují názvy Runens (1147), Runeins (1218) a od 13. do 16. století Rugnens. Název místa se odvozuje od burgundského osobního jména Runo a znamená u lidí Runo.
Renens od středověku spadalo pod jurisdikci Lausanne a tvořilo samostatné beneficium. Další část panství patřila pánům, kteří se nazývali rytíři z Rugnens. Po dobytí Vaudu Bernem v roce 1536 přešlo Renens pod správu lausannského panství. V roce 1553 se Renens stalo samostatným panstvím, které v roce 1750 koupilo město Lausanne. Po pádu Staré konfederace patřila obec v letech 1798–1803 v období helvétského soustátí ke kantonu Léman, který byl poté po vstupu v platnost Ústavy o zprostředkování sloučen s kantonem Vaud. V roce 1798 byla přiřazena k okresu Lausanne.

Letecký pohled na Renens a Chavannes (1960)

Dne 12. června 1940, krátce po vstupu Itálie do druhé světové války, shodila britská letadla, která měla v úmyslu bombardovat Itálii, a nikoli Švýcarsko, které bylo neutrální, omylem bomby nad Renens a Ženevou. V Renens byli zabiti dva lidé. Několik bomb zasáhlo a poškodilo také železniční trať na nádraží v Renens. V letech 1920 a 1946 se jednalo o připojení k městu Lausanne, ale k tomu již nedošlo. Sloučení obcí Renens, Chavannes-près-Renens, Crissier a Ecublens, které by vedlo ke vzniku lidnatého a ekonomicky silného centra na západě Lausanne, nebylo obyvateli rovněž vítáno. Když Renens překročilo hranici 10 000 obyvatel, bylo v roce 1960 prohlášeno za město.

## Obyvatelstvo
| Rok            | 1850 | 1900 | 1910 | 1930 | 1950 | 1960   | 1970   | 1980   | 1990   | 2000   |
| Počet obyvatel | 362  | 1279 | 3321 | 4396 | 5698 | 10 698 | 17 391 | 16 977 | 18 109 | 18 406 |

Renens je s počtem obyvatel přibližně 21 tisíc jednou z největších obcí kantonu Vaud a nejlidnatější obcí aglomerace Lausanne. Z celkového počtu obyvatel je 73,8 % francouzsky mluvících, 6,6 % italsky mluvících a 4,4 % portugalsky mluvících (stav k roku 2000). Počet obyvatel Renens od roku 1900 prudce vzrostl, přičemž k největšímu nárůstu o téměř 12 000 obyvatel došlo mezi lety 1950 a 1970. V důsledku hospodářské krize v 70. letech 20. století spojené s emigrací zahraničních pracovních sil se počet obyvatel v následujícím desetiletí snížil o téměř 500 osob. Od té doby počet obyvatel nadále pomalu, ale stabilně roste. V roce 2002 činil podíl cizinců v Renens 53 %. V 21. století jsou již téměř všechny obecní pozemky zastavěny a obci zbývá jen malé množství půdy. Osídlená oblast Renens se plynule rozrostla společně s osídlenou oblastí Lausanne, Prilly a všech ostatních sousedních obcí.

## Hospodářství

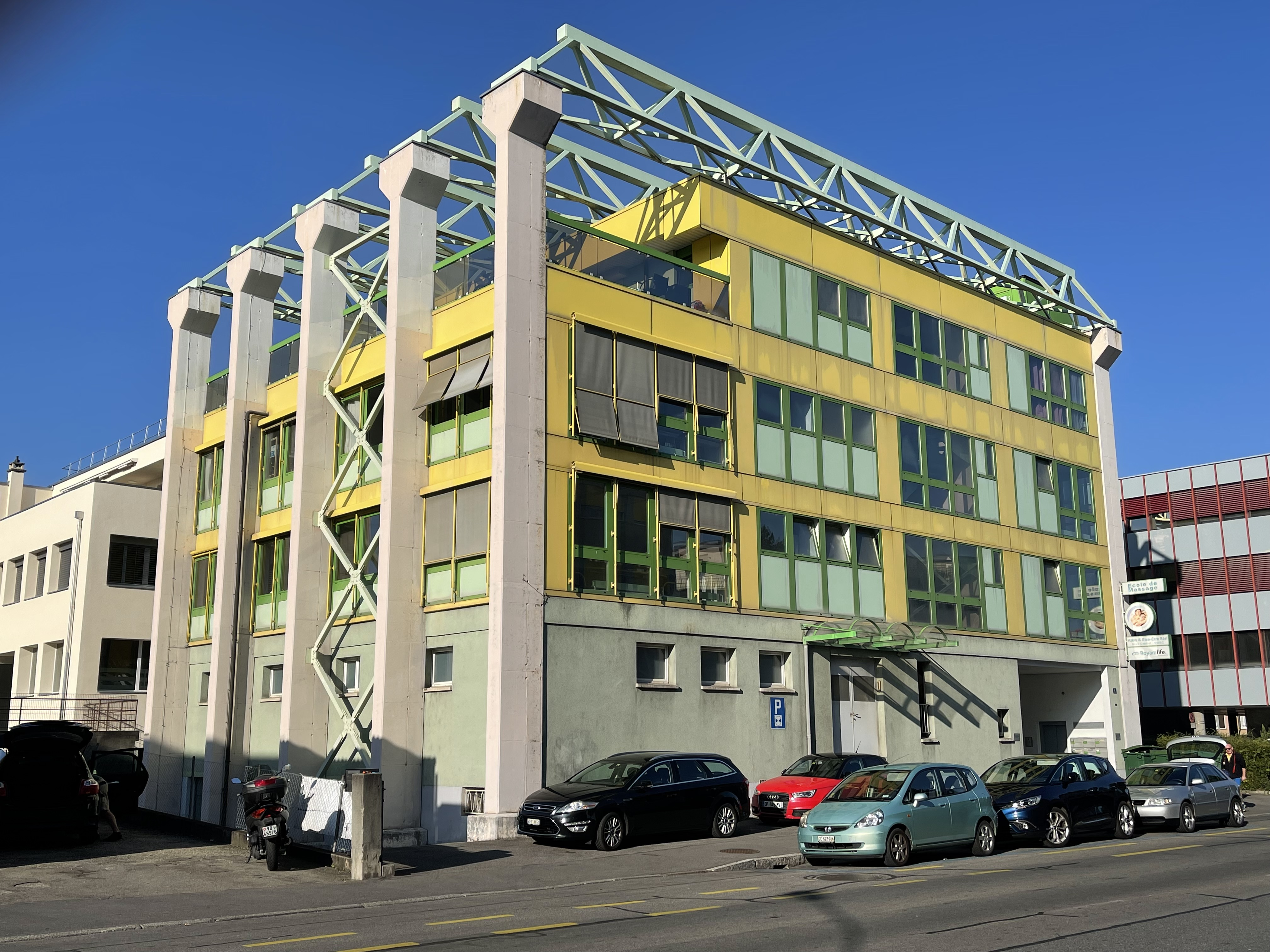
Moderní architektura v obci

Renens byla až do poloviny 19. století převážně venkovskou obcí. V té době se na svazích kolem centra obce provozovalo zemědělství a vinařství. Dnes se v obci již nenachází žádná vinná réva a primární sektor již nehraje významnou roli ve struktuře zaměstnanosti obyvatelstva.
Díky své poloze na železniční trati Lausanne–Ženeva a na okraji Lausanne se Renens od poloviny 19. století rozvíjelo jako průmyslová obec a stalo se významným hospodářským centrem. Před rokem 1830 byla v obci pouze kovárna a lisovna vína. V roce 1832 byla založena první velká cihelna, která byla v roce 1866 zprivatizována a od roku 1958 funguje v Crissier. První hospodářský vzestup přišel po roce 1855 se železničním spojením. V roce 1876 bylo uvedeno do provozu seřaďovací nádraží Renens, které bylo dále rozšířeno v letech 1890 a 1908. S otevřením velkého seřaďovacího nádraží v Lausanne u Denges ztratilo Renens značnou část svého významu.
S industrializací na konci 19. a na počátku 20. století se zde usadila řada významných podniků a do Renens přišlo mnoho přistěhovalců. Mezi významné společnosti, které v Renens sídlí od první poloviny 20. století, patří Elinca S.A. (osvětlovací zařízení), Iril SA (pletené zboží), Kodak SA (fotografická laboratoř), Imprimeries Réunies de Lausanne (IRL), knihařství Mayer et Soutter SA (od roku 1918) a Tesa SA (výroba měřicích přístrojů).
K dalším významným průmyslovým odvětvím dnes patří strojírenství, mikrotechnologie a přesná mechanika, elektrotechnický a elektronický průmysl, textilní a potravinářský průmysl, jakož i řada menších společností z různých odvětví. V Renens se nachází distribuční centrum společnosti Coop, obilné silo a další podniky.

## Doprava

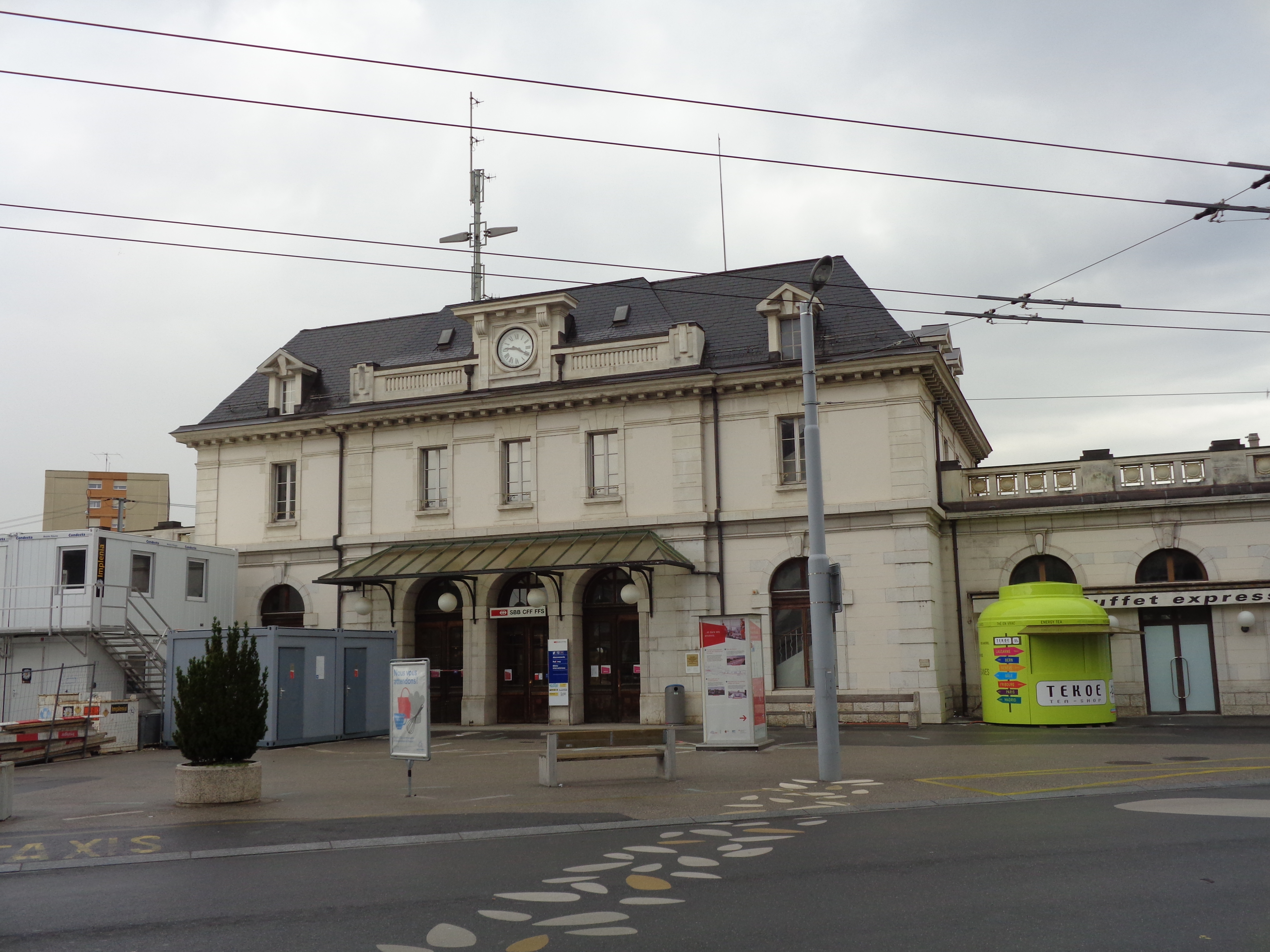
Železniční stanice Renens

Obec má dobré dopravní spojení. Leží na hlavní silnici z Lausanne do Bussigny. Do Renens se lze dostat přes dálniční sjezdy Lausanne-Crissier na dálnici A1 (Ženeva – Lausanne – Yverdon), Lausanne-Malley na západním obchvatu Lausanne otevřeném v roce 1964 a Lausanne-Blécherette na dálnici A9 (Lausanne–Sion) otevřené v roce 1974.
Dne 1. července 1855 byl otevřen úsek železniční trati Bussigny-Renens z Yverdonu do Lausanne a železniční stanice Renens. Ve stejné době byla slavnostně otevřena trať do Morges. Tramvajová trať z Lausanne dojela do Renens v roce 1903 a v roce 1964 byla nahrazena trolejbusy. V současnosti je obec obsluhována trolejbusovou dopravou z Lausanne a několika autobusovými linkami provozovanými společností Transports publics de la région lausannoise, jejíž vozovna se od roku 1995 nachází také v Renens. Od roku 1991 je Renens také konečnou stanicí linky M1 lausannského metra. Plánuje se znovuzavedení tramvaje, která od roku 2023 spojuje stanici Lausanne-Flon se stanicí Renens; později má následovat pokračování do Villars-Sainte-Croix.